# Winsen, Segeberg
Winsen là một đô thị ở huyện Segeberg, bang Schleswig-Holstein, Đức. Đô thị Winsen, Segeberg có diện tích 4,08 km², dân số thời điểm ngày 31 tháng 12 năm 2006 là 392 người.